# مرسيدس بنز الفئة جي إل
مرسيدس بنز الفئة جي أل (بالإنجليزية: Mercedes-Benz GL-Class)‏ هي سيارة فاخرة من فئة المركبات الرياضية متعدّدة الاستعمالات من الصانع الألماني لصناعة السيارات مرسيدس بنز، تصنع منذ عام 2006. تجمع فئة الجي أل بين المواصفات العملية والفخامة والاتساع الكبير.
وثلاثة صف، سيارة 7 راكب، فإنه فتحات فوق مرسيدس بنز الفئة-M في تشكيلة الفريق والرائد من خط مرسيدس بنز سيارات الدفع الرباعي. تشاطر GL العمارة أونيبودي نفسه مع الفئة-M. ويتم تجميع الغالبية العظمى من السيارات الفئة-GL في مرسيدس بنز الولايات المتحدة الدولية، في مقاطعة توسكالوسا، ألاباما باستثناء عدد قليل من المركبات نموذج الإنتاج أوائل عام 2007 والتي تم تصنيعها في ألمانيا. تم تصنيع الجيل الأول (X164) بين عامي 2006 و 2012 وحلت في 2012 من قبل الجيل الجديد GL الفئة-(X166).